# Стальная тревога? Фумоффу
Стальная тревога? Фумоффу (яп. フルメタル・パニック?ふもっふ) — аниме-сериал, является продолжением аниме «Стальная тревога». Выпущен другой компанией — Kyoto Animation — и создавался другим режиссёром Ясухиро Такэмото. По характеру «Фумоффу» сильно отличается от первого сезона, более подробно освещая школьную жизнь героев и являясь скорее комедией, чем боевиком.

## Создание сериала
Full Metal Panic? Fumoffu является частью сериала Full Metal Panic!, но единственное, что связывает данный сериал с оригинальными сериями, это главные герои.
В отличие от сериала Full Metal Panic, которую создала студия Gonzo, производством Full Metal Panic? Fumoffu занималась студия Kyoto Animation, что значительно отразилось на сериале. Была изменена жанровая направленность — с боевика на романтическую комедию.
Но в следующем сезоне «Стальная тревога! Новое задание» сериал вернулся к основной сюжетной линии.

## Сюжет сериала
В сериале нет общего сюжета, каждая серия — это отдельная история. Часть серий создана по сюжету одноименной манги, часть придумана сценаристами Kyoto Animation. Единая сюжетная линия, проходящая через весь сериал, — это история развития романтических отношений между главными героями Сосукэ Сагары и Канамэ Тидори.
По сравнению с первым сезоном, из сюжета полностью исключена вся «боевая» составляющая, касающаяся работы «Мифрила», борьбы с террористами и КГБ (их место заняли местные преступные группировки). Всё время отдано «школьной» теме: показу в комедийном свете обучения Сагары Сосуке в школе, его привыканию к реалиям мирной жизни, одновременно с адаптацией школьников, прежде всего, Тидори Канаме, к сосуществованию со столь необычным одноклассником. Подобные серии присутствовали и в первом сезоне, второй же состоит из них полностью. В двух сериях в сюжете появляется Тесса, но не в привычной по первому сезону роли капитана и командира подразделения, а как школьница и обычная влюблённая девушка.
Главная изюминка - это игрушечный зверёк Бонта. В виде куклы он присутствовал и в первом сезоне, но во втором стал основой сюжета. Украв костюм зверька в парке развлечений, Сосукэ превратил его в средство конспирации и позже снабдил специальным оборудованием. При разговоре этот костюм изменял голос, и всё, что слышали окружающие - это «Фумоффу», то есть название сериала.

## Основные персонажи
- Сагара Сосукэ — парень, профессиональный солдат с огромным боевым опытом. Побывал во многих «горячих точках» по всему миру. Вся его жизнь прошла на войне или в военной подготовке, он блестяще владеет оружием, военной техникой, обучен рукопашному бою. Крайне плохо ориентируется в мирной жизни, не представляет себе жизни обычных «мирных» сверстников, не имеет никакого опыта романтических отношений с девушками. Даже вместо «да» он обычно говорит «так точно».
- Тидори Канамэ — семнадцатилетняя старшеклассница. Сообразительная, вице-президент Школьного Совета. Характер у неё крайне вспыльчивый. В то же время легко смущается, стесняется показывать свои чувства, пряча их за неестественным смехом и агрессией. Живет одна — мать умерла 3 года назад. Об отце сведений нет. Канамэ очень популярна, но у неё нет парня — в школе её опасаются из-за характера. Канамэ влюбляется в Сагару, при этом она не изменяет своей обычной манере поведения, но начинает с пониманием относиться к его странностям.
- Тереза «Тесса» Тестаросса — капитан подводной лодки «Туата Де Дананн». Имеет звание полковника. Шестнадцатилетняя девушка-вундеркинд. Во многом выглядит как противоположность Канамэ — слабая, совсем не спортивного телосложения, очень скромная, постоянно запинается и падает на ровном месте. Тесса хорошо знает себе цену и гордится своими способностями и достижениями. Её особенность и слабость — «комплекс отличника»: девушка категорически не может признать, что чего-то не может или не умеет, в случае неспособности к чему-либо она выходит из себя и готова преодолеть любые трудности, чтобы доказать обратное.

## Музыка
Открывающие темы
- «Сорэ га, ай дэсё:?» (それが、愛でしょう？)

Исполняет: Симокава Микуни
Закрывающие темы
- «Кими ни фуки кадзэ» (君に吹く風)

Исполняет: Симокава Микуни